# Смолень (Сілезьке воєводство)
Смолень (пол. Smoleń) — село в Польщі, у гміні Пілиця Заверцянського повіту Сілезького воєводства.
Населення — 269 осіб (2011).
У 1975-1998 роках село належало до Катовицького воєводства.

## Демографія
Демографічна структура станом на 31 березня 2011 року:
|          | Загалом | Допрацездатний вік | Працездатний вік | Постпрацездатний вік |
| -------- | ------- | ------------------ | ---------------- | -------------------- |
| Чоловіки | 135     | 24                 | 94               | 17                   |
| Жінки    | 134     | 16                 | 81               | 37                   |
| Разом    | 269     | 40                 | 175              | 54                   |